# 黑杖传令官
黑杖传令官（英語： / ）是一些英联邦国家国会的官职。该职位起源于英国议会的上议院。
在英国，黑杖传令官主要负责掌控英国上议院及其辖区的访问并维持秩序，以及管理区域内的仪式活动。在2018年2月13日-2025年7月9日，该职位由莎拉·克拉克女士担任，这是该职位自设立以来首次由女性担任。在2025年7月9日起，該職位由艾德·戴維斯担任。

## 职位起源
该职务于1350年依据英皇制诰创建，但该职务目前所使用的职务名则可最早追溯至1522年。当英联邦其他成员国家沿用英国西敏制时，也会设立相应的同样职务。该职务名来自该职务职员的主要装束，即顶部镶有金狮子的乌木木制手杖，这也是象征该职务权威性的标志物。
仪棒或仪杖是代表该职务首席官员权威的符号，许多文化中古代权威都会手持类似的仪杖或权杖。而另外的一种说法则是，古罗马时期的侍从执法吏手里说使用的束棒。

## 英国黑杖传令官

### 职务任命
在英国，黑杖传令官由英国国君在諮詢议会执行秘书後委任；法律上，所有上议院成员都是该职位的雇主。在2002年之前，该职位主要由英国皇家海军、英国陆军和英国皇家空军的退休高级官员轮流担任。现在该职务已公开招募。黑杖官通常是嘉德勋章获得者；如未有任何爵位，则授予下级勋位爵士。黑杖官的副职被称为“黑杖侍卫”。

## 爱尔兰黑杖传令官
此職位存在至愛爾蘭自由邦成立後。

## 其他英联邦国家的黑杖传令官
以英王兼任其元首的 加拿大、 和 新西兰皆設此職。

## 参看资料

### 脚注

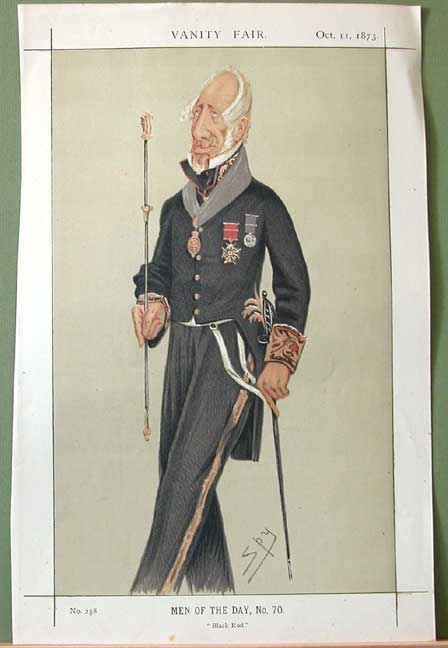
英国皇家海军上将奥古斯都·克利福德从男爵被任命为黑杖传令官时的漫画像。原作刊登于《名利场 (英国)》。

1. ↑  中文译名参考自法国国际广播电台文章《650年來首位女性上任英國上議院黑杖官》。

### 出典
1. ↑  . www.parliament.uk.   [2025-07-25] （英语）.
2. ↑  . UK Parliament.   [2019-09-12]. （原始内容存档于2019-09-12）.
3. ↑  . UK Parliament.   [2019-09-12]. （原始内容存档于2019-10-15）.
4. ↑  . www.parliament.uk.   [2025-07-25] （英语）.
5. ↑  . UK Parliament.   [2019-09-16]. （原始内容存档于2020-05-25）.